# Claudio Abbado

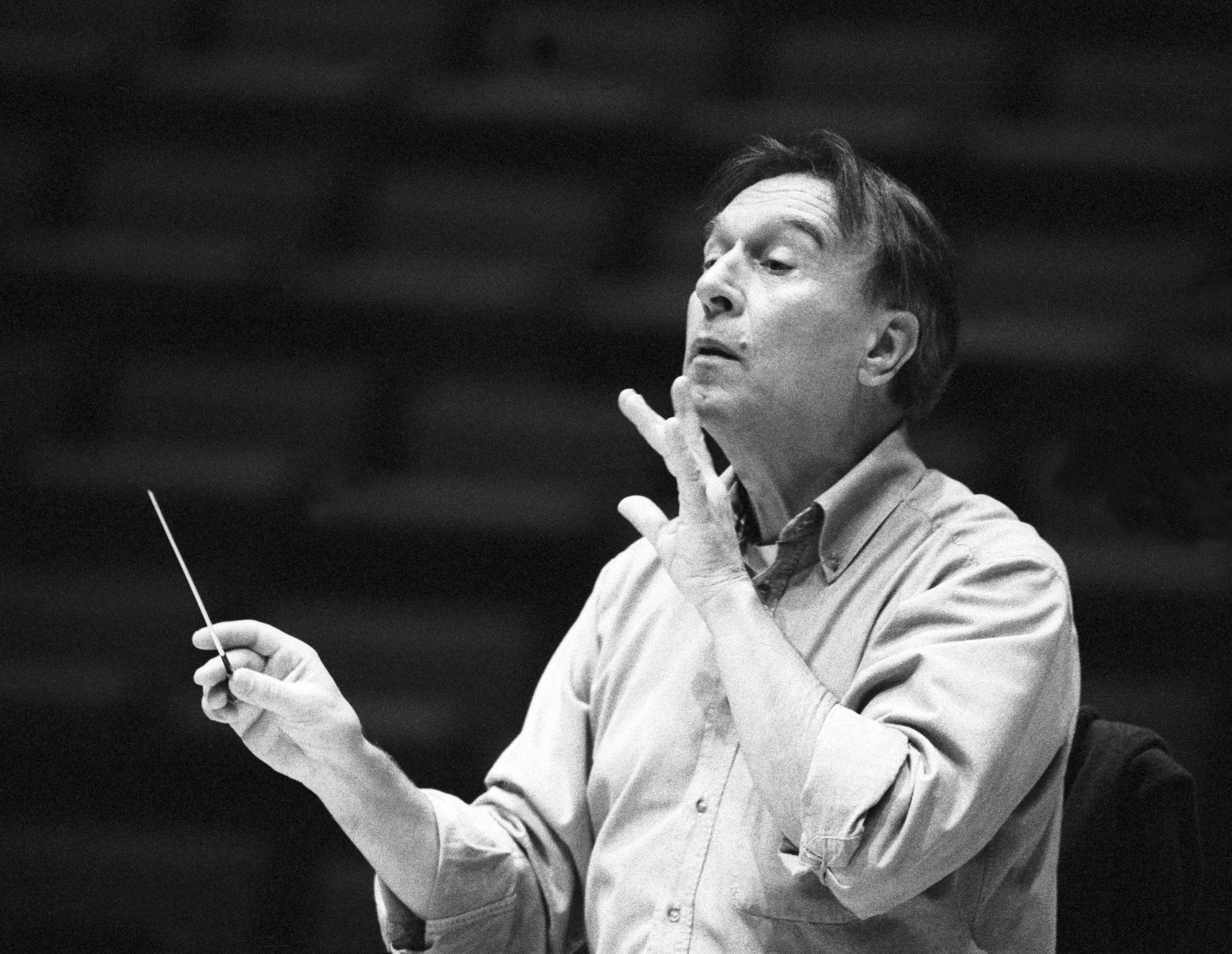
Claudio Abbado (1994)

Claudio Abbado [ˈklaudjo abˈbaːdo] (* 26. Juni 1933 in Mailand; † 20. Januar 2014 in Bologna) war ein italienischer Dirigent. Er war ständiger Gastdirigent der Wiener Philharmoniker (ab 1971) sowie Chefdirigent der Mailänder Scala (ab 1971), des London Symphony Orchestra (1979–1986), der Wiener Staatsoper (1986–1991) und der Berliner Philharmoniker (1989–2002).

## Ausbildung und Studium
Claudio Abbado war der Sohn der Maria Carmela Savagnone, einer Klavierlehrerin und Kinderbuchautorin und des Violinisten und Musiklehrers Michelangelo Abbado. Bei seinem Vater studierte er zunächst Klavierspiel. Mit 16 Jahren begann er am Conservatorio Giuseppe Verdi in Mailand ein Studium in Klavier, Komposition, Harmonielehre, Kontrapunkt und später erst Orchesterleitung. Außerdem belegte er einen Literaturkurs beim späteren Nobelpreisträger Salvatore Quasimodo. Als jugendlicher Organist studierte er Johann Sebastian Bachs Werke intensiv; bei einem Hauskonzert spielte er 1952 Toscanini Bachs d-Moll-Konzert vor. 1953 schloss er sein Studium in Mailand ab und musizierte mit verschiedenen Kammermusikensembles – Grundlage für sein späteres Musizieren: „Es ist wie ein Gespräch, bei dem man nicht nur aufmerksam lauscht, sondern auf den anderen eingeht und versucht, auch das Unausgesprochene, Gefühle und Gedanken zu erfassen.“
Bei einem Dirigierkurs an der Chigiana in Siena lernte Abbado Zubin Mehta und den elfjährigen Daniel Barenboim kennen. Mehta vermittelte ihn zum weiteren Studium an Hans Swarowsky nach Wien. Abbado bewährte sich dann 1958 auch bei einem Dirigierwettbewerb in Tanglewood und wurde dort ausgezeichnet, plante zunächst jedoch keine Karriere als Dirigent, sondern ging vielmehr nach Italien zurück und nahm einen Lehrauftrag für Kammermusik in Parma an.

## Laufbahn als Dirigent

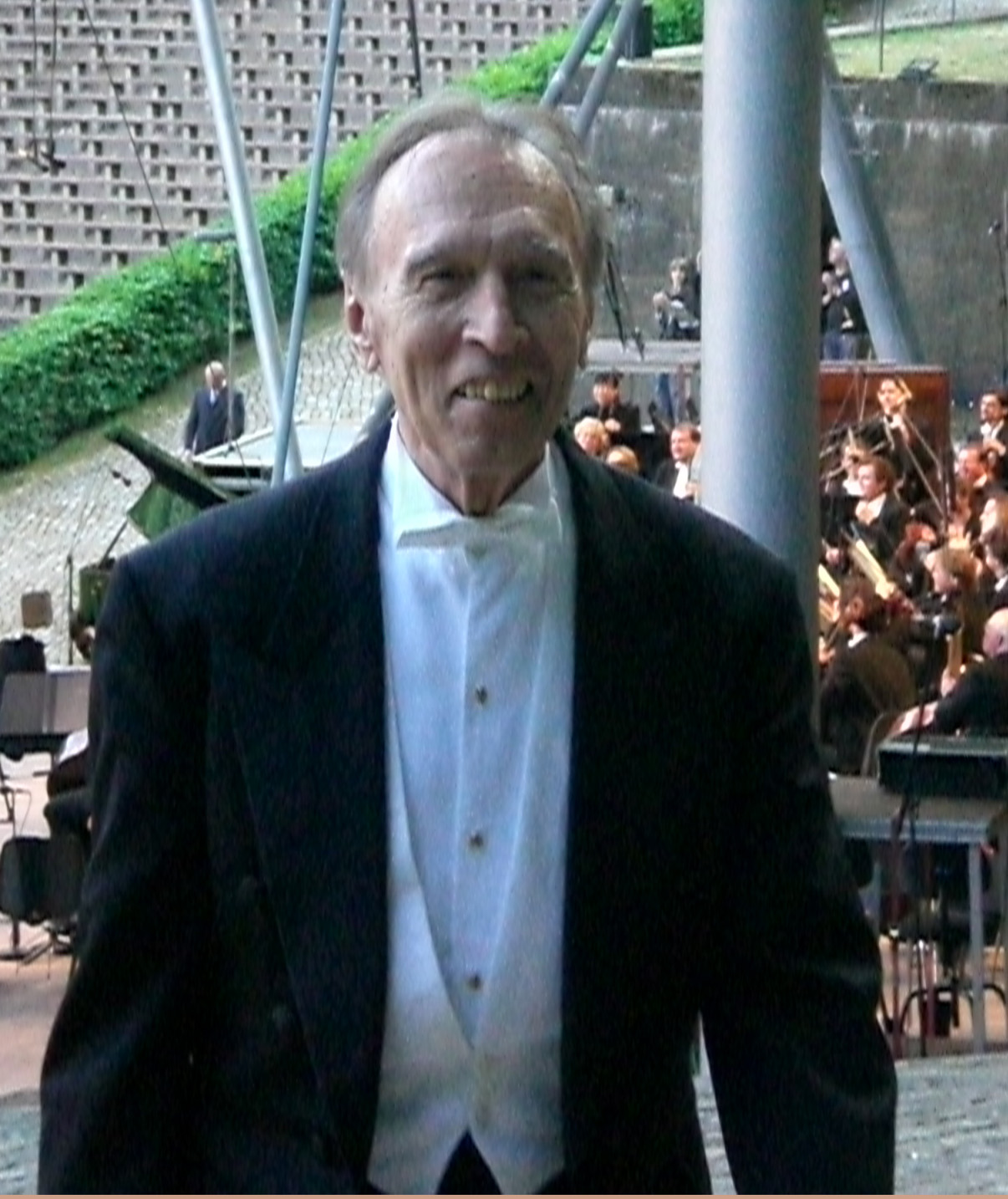
Claudio Abbado als Gastdirigent anlässlich des Sommerkonzerts 2008 der Berliner Philharmoniker

In Triest dirigierte Abbado mit Die Liebe zu den drei Orangen von Prokofjew seine erste Opernaufführung. Ab 1961 dirigierte er regelmäßig an der Mailänder Scala. 1963 erhielt er in New York den ersten Preis beim Mitropoulos-Wettbewerb. Verbunden war mit dem New Yorker Preis – neben der internationalen Anerkennung – eine Assistentenzeit von fünf Monaten bei Leonard Bernstein, der damals Chefdirigent der New Yorker Philharmoniker war. Während seiner Assistenzzeit bei Bernstein 1963 bekam er erste Einladungen zum Radio-Symphonie-Orchester Berlin und zu den Wiener Philharmonikern, mit denen er 1965 bei den Salzburger Festspielen debütierte. Auf dem Programm stand Gustav Mahlers zweite Sinfonie. Außerdem entstanden erste Schallplattenaufnahmen mit Abbado.
1966 kam es zu einer ersten Zusammenarbeit mit den Berliner Philharmonikern. 1968 eröffnete Abbado die Opernsaison der Mailänder Scala. Er debütierte an der Covent Garden Opera in London mit seiner ersten Verdi-Oper (Don Carlos). Später überraschte er das Publikum in London mit Strawinskis Oedipus Rex und Alban Bergs Wozzeck.
Wichtige Impulse für die Musik der Moderne bekam Abbado in dieser Zeit von Maurizio Pollini und Luigi Nono. 1969 erhielt er eine feste Anstellung als Dirigent an der Mailänder Scala und wurde 1971 zusätzlich deren Musikdirektor. 1979 bis 1987 war er Chefdirigent (Musikdirektor) beim London Symphony Orchestra. Von 1980 bis 1986 war er Chefdirigent der Mailänder Scala. In den Jahren 1982 bis 1985 arbeitete er als Erster Gastdirigent mit dem Chicago Symphony Orchestra.
1984 gab Abbado sein Debüt an der Wiener Staatsoper, wurde 1986 Musikdirektor und 1987 Generalmusikdirektor der Stadt Wien, eine Funktion, die er bis 1991 bekleidete. 1988 gründete Abbado das Festival Wien Modern, das sich Aufführungen internationaler zeitgenössischer Musik widmet. An der Wiener Staatsoper leitete er u. a. Premieren von l’Italiana in Algeri, Il viaggio a Reims, Chowanschtschina, Fierrabras, Elektra, Wozzeck, Simon Boccanegra, Un ballo in maschera und Don Carlo.
1988 und 1991 dirigierte Abbado das Neujahrskonzert der Wiener Philharmoniker (beide Male folgte in den Jahren darauf, also 1989 und 1992, Carlos Kleiber als Dirigent der Konzerte). Im Oktober 1989 wurde Abbado von den Berliner Philharmonikern als Künstlerischer Leiter des Orchesters zum Nachfolger Herbert von Karajans gewählt. Im Jahr 1994 wurde Abbado auch Leiter der Salzburger Osterfestspiele. Die Zeit in Berlin war nicht frei von Spannungen. Abbados offenes Musizierverständnis, das im Kontrast zum eher autoritären Auftreten Karajans stand, provozierte beim Orchester Widerspruch. Im Jahr 2000 erkrankte Claudio Abbado an Magenkrebs, von dem er zwischenzeitlich als geheilt galt. Im Jahr 2002 beendete er, wie bereits 1998 angekündigt, seine Arbeit als Künstlerischer Leiter der Berliner Philharmoniker – mit einem für ihn typischen breitgefächerten Programm: mit Brahms’ Schicksalslied, Mahlers Rückert-Lieder und Schostakowitschs Musik zu King Lear. Auch nach seinem Vertragsablauf blieb er in Berlin sehr beliebt. Abbado dirigierte die Berliner Philharmoniker im Mai 2008 in der Berliner Waldbühne. Wegen eines Brandschadens in der Berliner Philharmonie fand das Konzert, zu dem mehr als 20.000 Zuhörer kamen, auf der Freilichtbühne statt.
Zuvor war Claudio Abbado 2002 nach Italien zurückgekehrt, zunächst nach Ferrara und dann nach Bologna, wo er mit jungen Musikern das Orchestra Mozart aufbaute und bis zu seinem Tod lebte. Im Jahr 2003 gründete er das Lucerne Festival Orchestra – ein Orchester, das sich aus Musikern einiger der besten europäischen Ensembles, wie dem Mahler Chamber Orchestra, zusammensetzt.

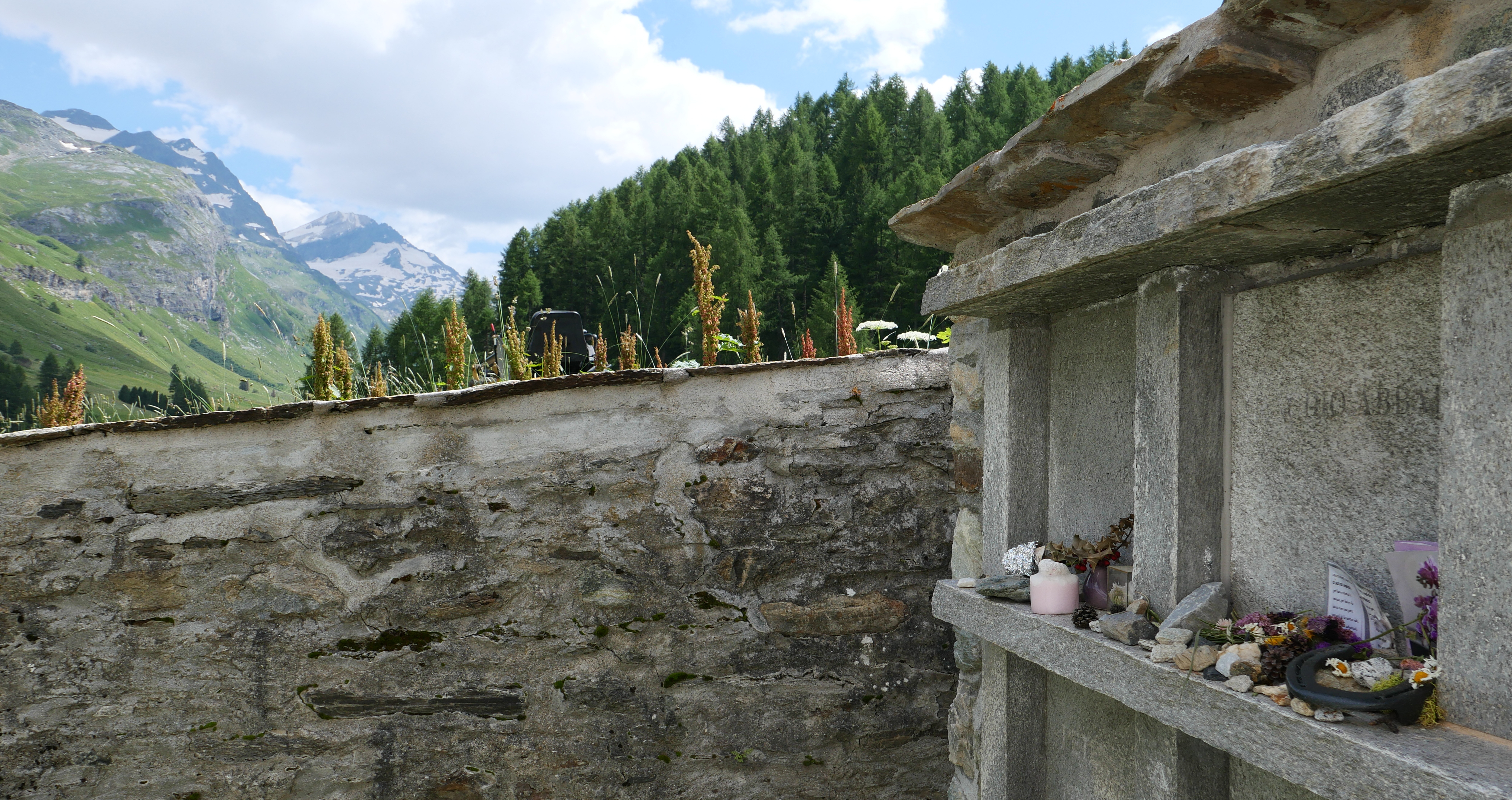
Das Grab im Jahr 2024 mit dem Fextal im Hintergrund.

Diese Art des Musizierens junger Musiker gemeinsam mit erfahrenen Solisten, die sich als Teamer im Orchester engagieren, war für Claudio Abbado typisch. Schon als Gründer des European Community Youth Orchestra (1978) und später des Gustav Mahler Jugendorchesters (1986) widmete er sich der Förderung des musikalischen Nachwuchses. Daraus entstanden die Gründung des Chamber Orchestra of Europe (1981) sowie die Gründung des Mahler Chamber Orchestra (1997), die wiederum die Basis für die Gründung des Lucerne Festival Orchestra (2003) und des Orchestra Mozart in Bologna in den Jahren 2003 / 2004 bildeten.
Am 20. Januar 2014 starb Claudio Abbado im Alter von achtzig Jahren nach langem Krebsleiden in Bologna. Abbados sterbliche Überreste wurden eingeäschert und eine Urne mit einem Teil seiner Asche auf dem Friedhof der Bergkirche Fex-Crasta im Fextal beigesetzt. Der Ort gehört zu der Gemeinde Sils im Engadin, einem Dorf im Schweizer Kanton Graubünden, in dem Abbado ein Ferienhaus hatte.
Im März 2016 wurde bekannt, dass sein Nachlass an die Staatsbibliothek Berlin geht. Die kostenlose Überlassung wurde durch einen Vertrag vereinbart. Der Nachlass umfasst unter anderem die mit Notizen versehenen Partituren, die Geschäftskorrespondenz und den musikwissenschaftlichen Teil der Bibliothek Abbados.

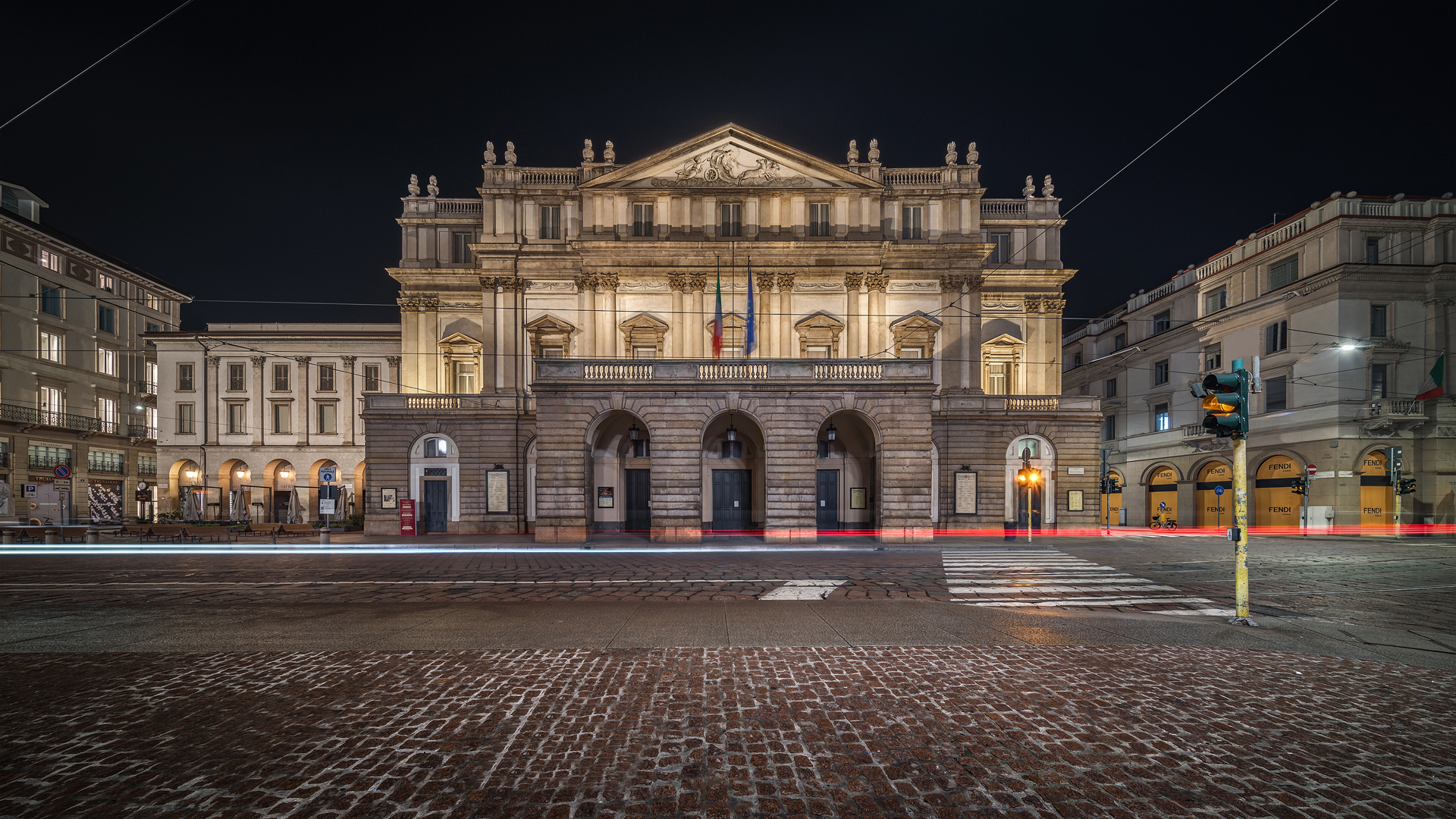
Die Mailänder Scala
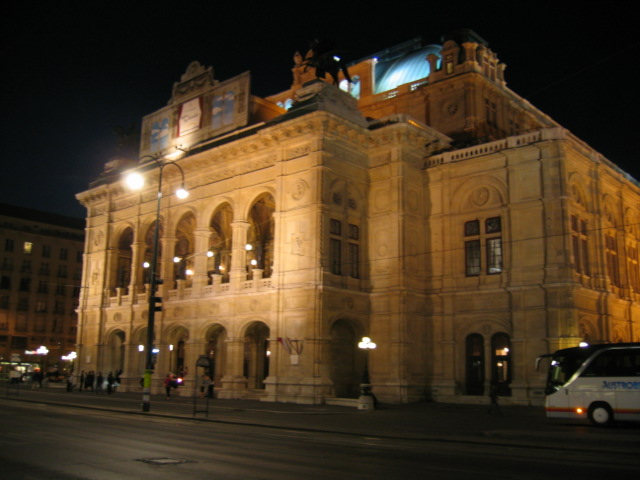
Die Wiener Staatsoper
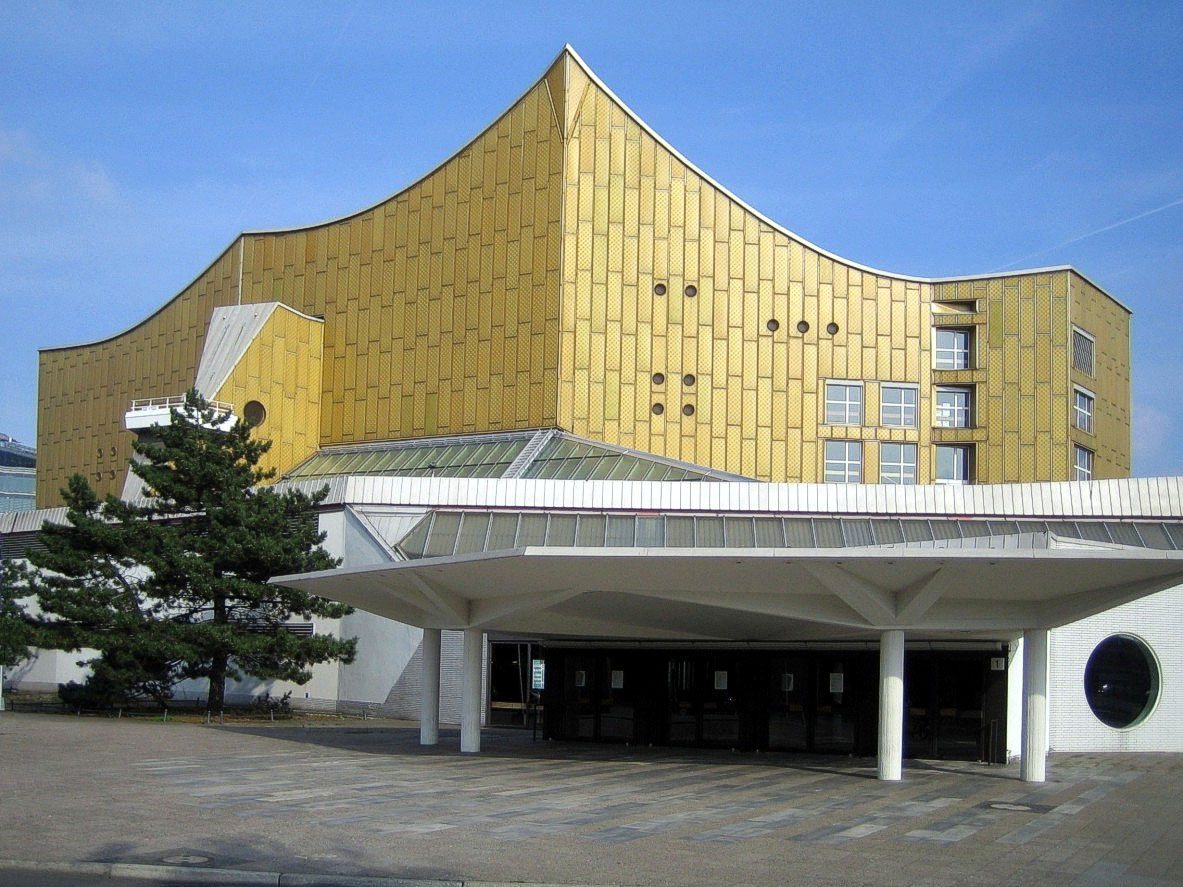
Die Berliner Philharmonie

## Ehrungen

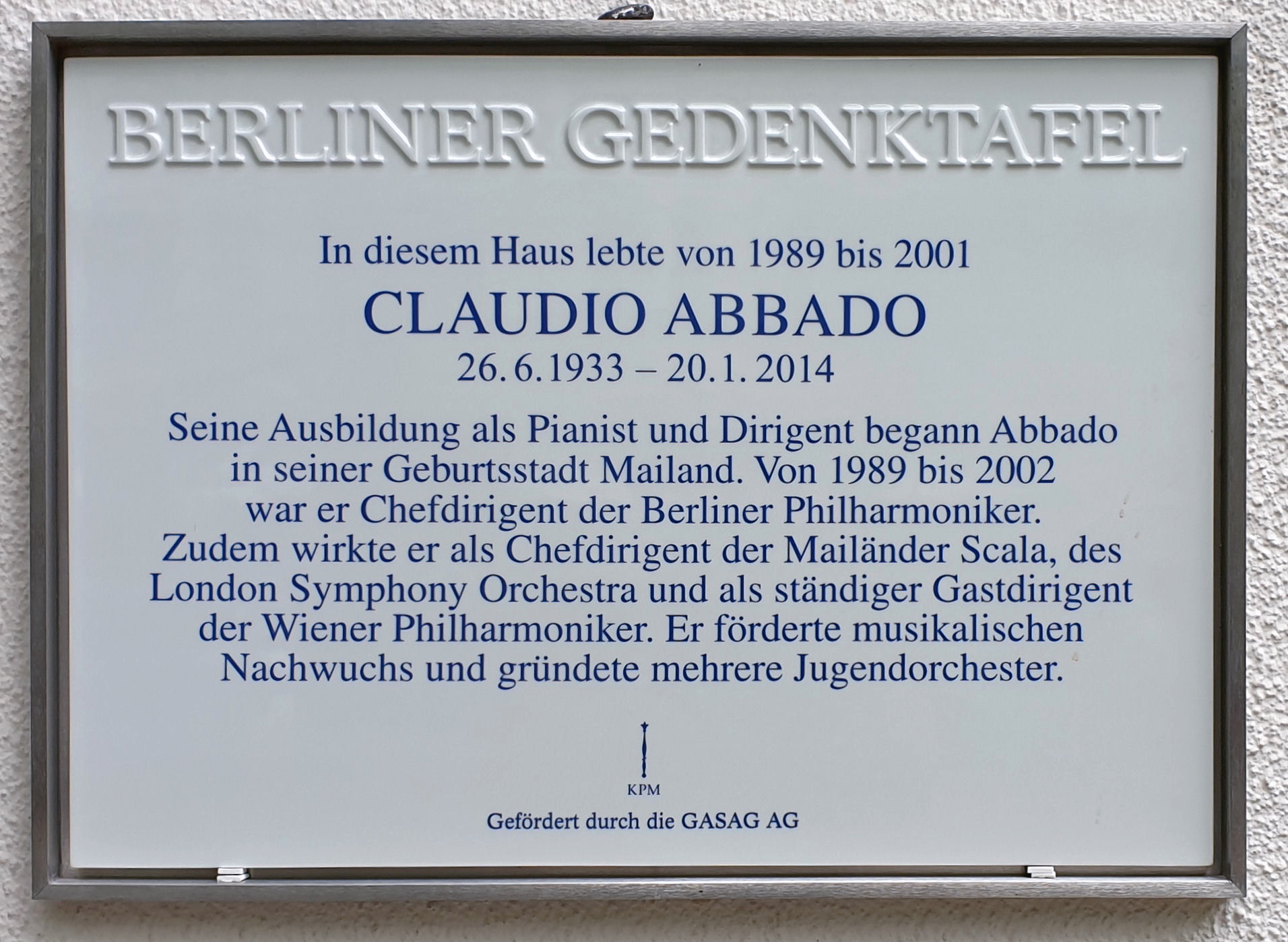
Berliner Gedenktafel am Haus, Ludwigkirchstraße 9A, in Berlin-Wilmersdorf

1958 gewann Claudio Abbado den nach Sergei Alexandrowitsch Kussewizki benannten Kussewitzky-Preis für Dirigenten in Tanglewood, 1963 den ersten Preis bei der Dimitri Mitropoulos International Music Competition in New York, der mit einer fünfmonatigen Assistenzzeit bei Leonard Bernstein verbunden war. 1973 wurde er von der Mozartgemeinde Wien mit der Mozart-Medaille ausgezeichnet.
1984 erhielt Claudio Abbado das Großkreuz des Verdienstordens der Italienischen Republik. 1985 wurde ihm, der sich zeitlebens der Musik Gustav Mahlers besonders verbunden fühlte, die goldene Mahler-Medaille der Internationalen Gustav Mahler Gesellschaft, Wien, verliehen. 1994 erhielt Abbado den Ernst von Siemens Musikpreis, den Ehrenring der Stadt Wien sowie das Große Goldene Ehrenzeichen für Verdienste um die Republik Österreich, 2001 den Würth-Preis der Jeunesses Musicales Deutschland. 2002 wurde er vom damaligen Bundespräsidenten Johannes Rau mit dem Großen Verdienstkreuz mit Stern
des Bundesverdienstkreuzes ausgezeichnet. 2004 bekam er die Ernst-Reuter-Plakette des Landes Berlin. Seit 2008 war er Träger des Großen Verdienstordens des Landes Südtirol.
1980/81 und 2000/01 bekam Abbado den italienischen Kritikerpreis Premio Abbiati, 2002 den Deutschen Kritikerpreis, 2003 das Praemium Imperiale, 2004 den Kythera-Preis und 2008 den Wolf-Preis.
Seit 2002 war Abbado Ehrenbürger der Stadt Bozen und seit 2005 der Stadt Luzern.
Im Februar 1997 wurde Abbado die Ehrensenatorwürde der Hochschule für Musik Hanns Eisler verliehen. Er war Ehrendoktor der Universität Cambridge, der Universität Aberdeen, der Universität Ferrara und der Università degli Studi della Basilicata.
2013 wurde sein Buch Meine Welt der Musik als Wissenschaftsbuch des Jahres ausgezeichnet.
Am 30. August 2013 wurde Claudio Abbado von Staatspräsident Giorgio Napolitano zum Senator auf Lebenszeit ernannt.
Im Jahr 2014 wurde Abbado posthum mit dem Echo Klassik in der Kategorie Konzerteinspielung des Jahres (Klavier)  mit dem Orchestra Mozart Bologna und Martha Argerich am Klavier für Mozarts Klavierkonzerte 20 und 25 ausgezeichnet.
Am 26. Juni 2023 wurde an seinem ehemaligen Wohnort, Berlin-Wilmersdorf, Ludwigkirchstraße 9, eine Berliner Gedenktafel enthüllt.

## Privatleben
Claudio Abbado war der Bruder des Komponisten Marcello Abbado und damit Onkel des Dirigenten Roberto Abbado. Von 1956 bis 1968 war er mit Giovanna Cavazzoni verheiratet; aus dieser Verbindung stammen zwei Kinder. Die Tochter Alessandra Abbado arbeitet im Theatermanagement, der Sohn Daniele Abbado als Opernregisseur. Außerdem bekam Abbado einen Sohn mit der Geigerin Viktoria Mullova, den Kontrabassisten Misha Mullov-Abbado.

## Repertoire
Von Abbado sind CDs mit Werken von nahezu jedem namhaften Komponisten erschienen. Er dirigierte auch die Werke zahlreicher Gegenwarts-Komponisten wie Luigi Nono, Pierre Boulez, Karlheinz Stockhausen, György Ligeti, György Kurtág, Wolfgang Rihm und Beat Furrer. 1965 führte er an der Scala die Oper Atomtod von Giacomo Manzoni auf. Trotzdem gibt es Komponisten, die auffallend oft vertreten sind: Gustav Mahler, Claude Debussy, Franz Schubert und auch Wolfgang Amadeus Mozart. Besonders in seinen letzten Jahren fiel eine Rückkehr zu seinen Favoriten auf. So dirigierte er 2009 die Berliner Philharmoniker mit einem Programm bestehend aus Schubert, Mahler und Debussy; im Mai 2010 bestand das Programm an derselben Stelle aus Schubert, Schönberg und Brahms. 2013 erschien eine Edition (41 CDs) mit Symphonien von Beethoven, Brahms, Bruckner, Haydn, Mahler, Mendelssohn-Bartholdy, Mozart und Schubert.
In Zusammenarbeit mit namhaften Solisten und Orchestern entstanden außerordentliche Aufnahmen und Produktionen:
- Mozarts Klavierkonzerte mit Friedrich Gulda, Rudolf Serkin, Maria João Pires und Martha Argerich,
- Mozarts Violinkonzerte mit Giuliano Carmignola und David Garrett,
- Brahms’ Violinkonzert mit Viktoria Mullova,
- Chopins Klavierkonzerte mit Martha Argerich und Ivo Pogorelich,
- die Violinkonzerte von Beethoven und Alban Berg mit Isabelle Faust,[24]
- die großen Opern von Mozart bis Nono mit verschiedenen Sängern,
- Mahler Symphonien 1–7 und 9 mit dem Lucerne Festival Orchestra ab 2003.

Die Digital Concert Hall der Berliner Philharmoniker enthält viele akusto-optische Livemitschnitte der von ihm mit diesem Orchester gegebenen Konzerte, darunter das Europakonzert vom Mai 2000 mit Beethovens 9. Sinfonie und den Zyklus mit Beethovens weiteren acht Sinfonien, aufgenommen im Februar 2001 in Rom.
Abbados Musizieren zeichnete sich durch eine Genauigkeit in der Artikulation und besondere Frische aus, später war ein Einfluss der historischen Aufführungspraxis nicht von der Hand zu weisen. Als Vorbild galt ihm Wilhelm Furtwängler, da bei ihm „jede Note, jede Phrasierung eine logische Bedeutung für den Zusammenhang des Ganzen gefunden hatte“. Abbado dirigierte meist ohne Partitur.

## Filme (Auswahl)
- Claudio Abbado: Die Stille nach der Musik (1996), Regie: Paul Smaczny, 59:00 Minuten, Produktion: EuroArts Music, ZDF, Deutsche Welle, ORF, Erstsendung: 7. Oktober 1998 auf Arte
- Claudio Abbado: Die Stille hören. Dokumentarfilm (2003), 67:00 Min., Regie: Paul Smaczny, Produktion: EuroArts Music, SFB, Arte, Erstsendung: 24. September 2003 auf Arte,[26][27]
- Magdalena Zięba-Schwind (Regie): Abbado dirigiert Mahlers „Auferstehungssymphonie“ — Sternstunden der Musik. 2023, Deutschland, 43 Min, ZDF. Der Film zeigt auch Kommentare einiger der Beteiligten zwanzig Jahre später zu dieser Darbietung/Aufnahme 2003 im KKL Luzern (Renaud Capuçon, Emmanuel Pahud, Reinhold Friedrich und Antonello Manacorda).[28]